# North Road
Il North Road era uno stadio di calcio e di cricket situato nel distretto di Newton Heath, Manchester.
È stato il primo stadio del Manchester United Football Club – a quei tempi conosciuto come Newton Heath Lancashire & Yorkshire Railway Football Club – e funse da impianto della squadra dalla fondazione del club dal 1878 al 1893, quando la società ruppe con la compagnia ferroviaria da cui era sostenuta; pertanto, priva del suo finanziamento, non fu in grado di pagare l'affitto dello stadio e venne sfrattata, dovendosi successivamente trasferire al Bank Street, a Clayton.
Inizialmente la struttura era costituita dal solo campo, attorno al quale si poteva radunare una folla di 12.000 persone circa.
Quando il club decise di aggiungere le tribune nel 1891, la capienza fu aumentata sino a 15.000 spettatori.

## Storia

### Primi anni
A seguito della fondazione del Newton Heath (l'attuale Manchester United), su richiesta esplicita degli impiegati della Ferrovia "Lancashire and Yorkshire", la squadra avvertì l'esigenza di disporre di un campo proprio sul quale poter disputare le partite.
Come prima collocazione, adiacente ai lavori della ferrovia, fu scelto un sito «accidentato, pieno di sassi in estate e in inverno fangoso e pesante», di proprietà dalle autorità della Cattedrale di Manchester.
La compagnia ferroviaria avrebbe pagato un affitto nominale alle autorità e successivamente affittato lo stadio alla squadra.
Per la sua collocazione nei pressi della linea ferroviaria che operava per la compagnia L&YR, la struttura era spesso oscurata da un fitto vapore proveniente dai treni che transitavano nelle vicinanze e mancava di uno spogliatoio: i giocatori erano costretti cambiarsi al pub The Three Crowns, a qualche centinaio di metri di distanza lungo Oldham Road.
Nonostante questa povertà di strutture, pare ci fossero posti di ristoro per i tifosi sul lato est dello stadio.
I primi incontri disputati al North Road di cui si ha notizia ebbero luogo nel 1880, due anni dopo la fondazione del club, e furono amichevoli.
La prima partita ufficiale, valida per il primo turno della Lancashire Senior Cup, fu giocata il 27 ottobre 1883 contro le riserve del Blackburn Olympic: il Newton Heath perse 2-7.
I dettagli sugli spettatori presenti sono andati persi, sebbene si sappia che il prezzo per l'entrata era di 3 penny (equivalente a circa 1 sterlina attuale).
Nel 1885 il calcio divenne uno sport professionistico in Inghilterra e, nell'estate del 1886, il Newton Heath acquistò i primi giocatori di tale categoria.
Dato che il reddito della squadra non era sufficiente a sostenere le nuove tasse sullo stipendio, il club aumentò, portandolo a 6 penny, il costo del biglietto per l'accesso allo stadio.

### Espansione e sfratto
I dati pervenutici mostrano che lo stadio originariamente aveva una capienza di 12.000 spettatori, ma i dirigenti della squadra, per avere la possibilità di affiliarsi alla Football League, permisero a più spettatori di entrarvi.
Un piano di estensione fu condotto nel 1887, ma solo quattro anni più tardi il Newton Heath utilizzò le magre risorse finanziarie di cui disponeva per pagare due tribune, ognuna delle quali era in grado di ospitare 1.000 spettatori.
Questa transazione mise il club in conflitto con la compagnia ferroviaria, la quale a sua volta rifiutò di contribuire finanziariamente all'accordo.
Le due organizzazioni cominciarono ad allontanarsi e, nel 1892, il club tentò di aumentare a 2.000 sterline il capitale condiviso per pagare l'espansione.
La rottura comportò anche il rifiuto della compagnia ferroviaria, oppostasi a sovvenzionare l'affitto del terreno di gioco alle autorità della Cattedrale di Manchester, le quali aumentarono il prezzo stabilito.
Non potendo permettersi la nuova cifra dell'affitto, specie poiché i decani e canonici di Manchester ritennero poco appropriato pagare alla squadra il prezzo del terreno, gli Heathens vennero sfrattati nel giugno 1893.
La dirigenza del club si adoperò per la ricerca di un nuovo stadio sin dal primo tentativo di sfratto nel maggio 1892, e fu così che la squadra non ebbe particolari problemi a spostarsi al Bank Street di Clayton, a circa cinque chilometri di distanza dal precedente stabilimento.
Le due tribune, non potendo essere aggregate al nuovo impianto, furono vendute per 100 sterline.

### Oggi

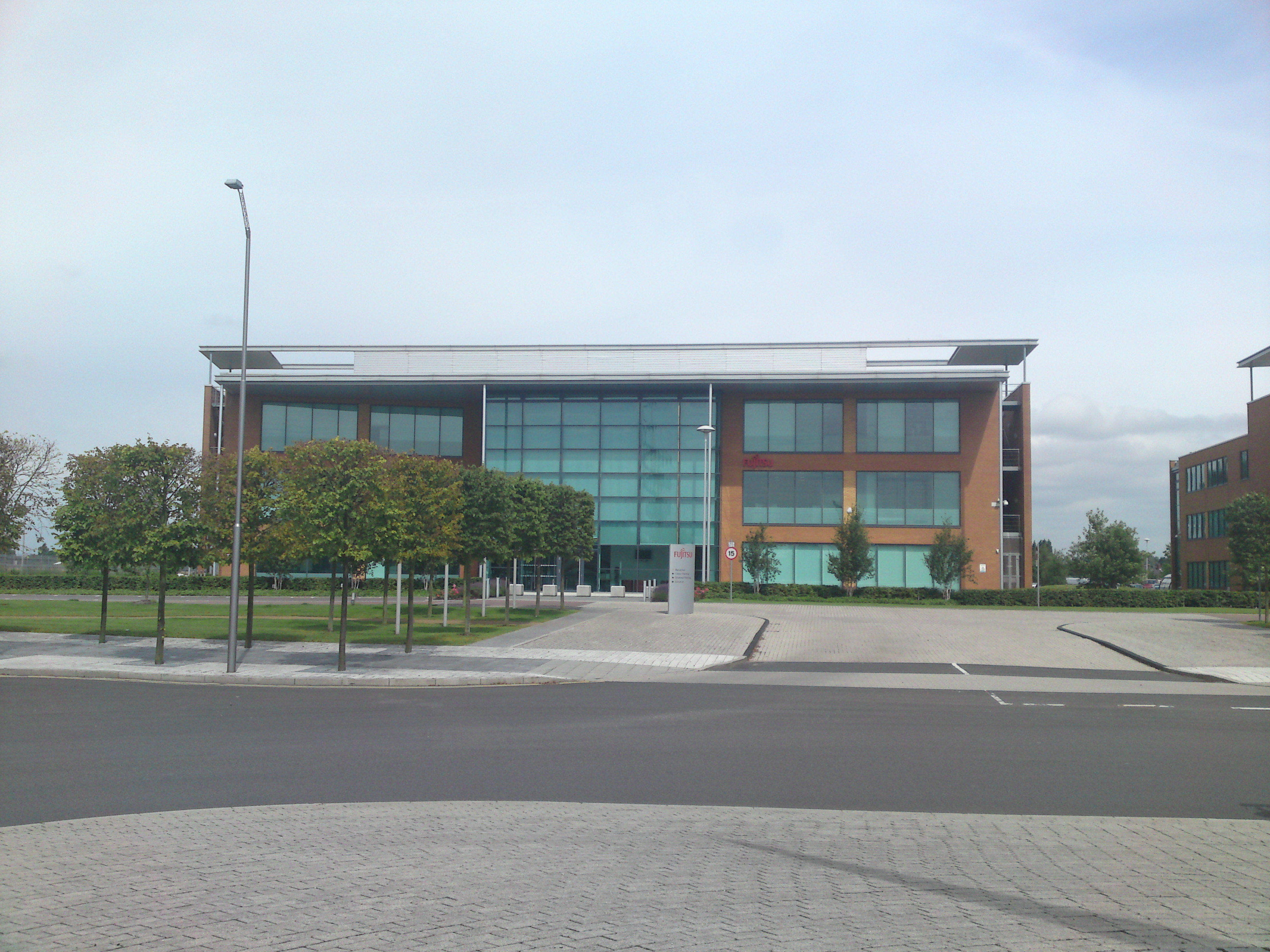
Gli uffici Fujitsu che attualmente occupano il sito dello stadio

Lo stadio oggi non esiste più, mentre la North Road è stata rinominata Northampton Road.
Dopo un breve periodo di utilizzo come struttura per amichevoli, il campo venne sostituito dalla Moston Brook High School, edificata sullo stesso terreno, ma chiusa nell'agosto 2000.
Un tempo, affissa su uno dei muri della scuola che anticamente facevano parte dello stadio, era visibile una targa rossa posta a emblema della storia sociale della città di Manchester; tale simbolo venne poi rubato e mai sostituito.
A seguito della chiusura della scuola, il sito fu scelto nel 2002 dalla Northwest Regional Development Agency (NWDA) per ospitare il North Manchester Business Park.

## Altri utilizzi
Il Newton Heath L&YR Football Club inizialmente venne concepito come club di cricket, pertanto in un primo momento il North Road era funzionale per entrambe le discipline.
Accadeva spesso, tuttavia, che le partite di cricket e di calcio si sovrapponessero, creando conflitti tra le due squadre.
È inoltre da ricordare che il terreno di gioco era per lo più adatto al calcio e, nonostante i notevoli miglioramenti apportati dai giardinieri Charlie e Ned Massey, il suo uso invernale per il cricket era proibitivo rispetto a quello estivo.

## Statistiche e record
L'affluenza di pubblico non era registrata per le prime partite, ma si può comunque affermare che il più alto numero di spettatori non andò oltre le 15.000 unità per una partita di First Division contro il Sunderland, il 13 maggio 1893.
Di statistiche simili si ha notizia anche per una sfida amichevole contro il Gorton Villa il 5 settembre 1889.
Per quanto concerne il campionato, si ebbe il minor numero di spettatori in due occasioni: circa 1.000 per l'incontro in Football Alliance con il Walsall il 21 aprile 1890 e per quello con il Birmingham City il 13 dicembre dello stesso anno.
Il dato più basso rilevato in generale fu invece di 400 presenze per una partita di Manchester Senior Cup contro l'Eccles il 31 gennaio 1885.
Il 12 novembre 1881 si disputò il primo incontro di cui si hanno dati numeri certi (3.000 spettatori); fu quello tra il futuro Manchester United, l'allora Newton Heath, e il West Gorton (St. Mark's), che poi sarebbe diventato il Manchester City.